# Fântâna Timpului

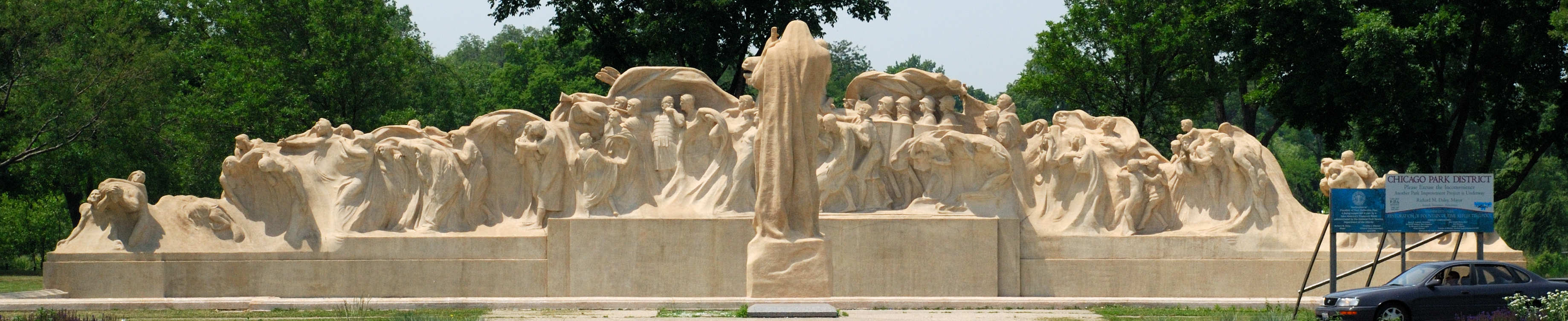
Fântâna Timpului din Chicago.

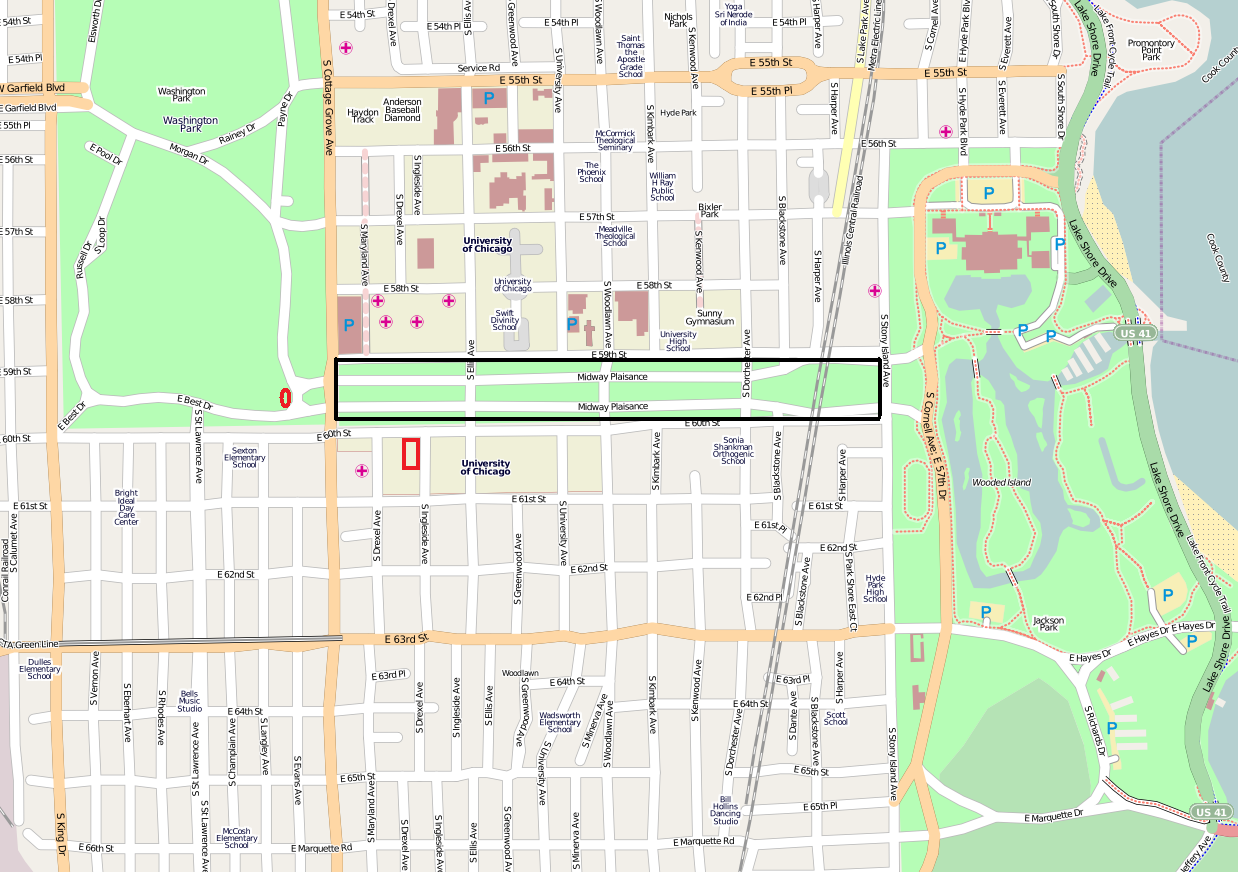
Hartă pe care apare promenada Midway (dreptunghi negru) între Parcul Washington (vest) şi Parcul Jackson. Fântâna Timpului (elipsa roşie) se află în zona sud-estică a Parcului Washington, imediat la vest de promenada Midway. Lorado Taft Midway Studios (dreptunghiul roșu) se află imediat la sud de promenada Midway. (Districtul Chicago Park cu verde, Universitatea Chicago pe fundal galben)

Fântâna Timpului (în engleză Fountain of Time), denumită simplu și Timpul (Time), este o sculptură de Lorado Taft, având 38,66 m lungime, situată la capătul vestic al promenadei Midway din Parcul Washington din zona South Side a orașului Chicago, Illinois, SUA. Inspirat de poezia lui Henry Austin Dobson, „Paradox of Time”, ea reprezintă 100 de figuri ce trec prin fața unei personificări a Timpului. Opera este un monument dedicat primilor 100 de ani de pace între Statele Unite și Regatul Unit, în urma tratatului de la Ghent din 1814. Deși apa a început să curgă prin fântână în 1920, sculptura a fost inaugurată oficial abia în 1922. Ea contribuie la decorarea districtului istoric Washington Park, aflat pe lista Registrului Național de Situri Istorice.
Ca parte a unui plan mai complex de înfrumusețare a promenadei Midway, Timpul a fost construită dintr-un nou tip de beton turnat și armat cu oțel despre care s-a susținut că este mai durabil și mai ieftin decât alternativele. S-a spus că este prima lucrare de artă de orice fel realizată din beton. Înainte de terminarea Parcului Millennium în 2004, a fost considerat cea mai importantă instalație din Chicago Park District. Time este una din mai multele lucrări de artă din Chicago finanțate din fondul fiduciar al lui Benjamin Ferguson.
Time a trecut prin mai multe lucrări de restaurare din cauza deteriorării cauzate de elementele naturale și urbane. La sfârșitul anilor 1990 și în primii ani ai secolului al XXI-lea, reparațiile au corectat multe din problemele cauzate de restaurările anterioare. Deși în 2005 s-au terminat lucrări complexe de renovare, diferite organizații continuă să caute resurse pentru a suplimenta iluminatul său, iar Trustul Național pentru Conservare Istorică l-a nominalizat pentru a obține finanțări suplimentare.